# منتخب سريلانكا للكريكت للسيدات
منتخب سريلانكا للكريكت للسيدات هو ممثل سريلانكا الرسمي في المنافسات الدولية في الكريكت للسيدات
.